# سانتا ماريا دي بيزورا
بلدية سانتا ماريا دي بيزورا (بالكاتالانية: Santa Maria de Besora) هي إحدى بلديات مقاطعة برشلونة، والتي تقع في منطقة كاتالونيا، شرق إسبانيا.
يبلغ عدد سكانها 183 نسمة وفقاً لإحصائية سنة (2007).